# Калотропис гигантский
Калотропис гигантский (лат. Calotropis gigantea) — растение семейства Кутровые, вид рода Калотропис.

## Распространение и экология
Растение произрастает в диком виде в Китае, Индии, Пакистане, Индонезии, Малайзии, Таиланде, на Шри-Ланке и Филиппинах. Оно также интродуцировано в тропическую Африку, Австралию и на острова Тихого океана.

## Биологическое описание
Кустарник от 1 до 5 м высотой. Листья продолговатые, обратнояйцевидные, с небольшим заострением или тупые на верхушке, 7-30 см длиной и 3-15 см шириной. Молодые листья имеют беловойлочное опушение, с течением времени становятся голыми, серовато-зелёной окраски.
Цветки собраны в сложные зонтики. Цветоносы массивные, 5-15 см длиной. Цветоножка толстая. Чашечка почти плоская, до 1,5 см диаметром. Бутоны пирамидально-цилиндрические. Венчик сиреневый, постепенно бледнеющий до зеленоватого к основанию, мясистый, голый, 2,5-3,5 см в диаметре. Лепестки треугольные, 1-1.5 см длиной и 0,5-1 см шириной, простёртые, подкрученные на концах.
Плоды покато-эллиптические вскрывающиеся листовки, 5-10 см длиной и 2,5-4 см шириной, сидящие на толстых ножках концом вверх. Семена широко-овальные, 5-7 см длиной и 3-4 см шириной, с волосяными придатками. Они распространяются ветром на большие расстояния. Растение цветёт и плодоносит круглый год.
Листья растения служат пищей для многих насекомых, в том числе бабочки Данаида монарх (Danaus plexippus).

## Химический состав
Латекс растения содержит калотропин — вещество подобное по действию сердечным гликозидам.
|                                |  |
| Цветки калотрописа гигантского |  |